# PGC 3445099
LEDA/PGC 3445099 ist eine kompakte, elliptische Galaxie vom Hubble-Typ cE im Sternbild Zwillinge auf der Ekliptik, die schätzungsweise 299 Millionen Lichtjahre von der Milchstraße entfernt ist. Gemeinsam mit IC 2213 bildet sie ein gravitativ gebundenes Galaxienpaar. 

Im selben Himmelsareal befinden sich u. a. die Galaxien NGC 2490, NGC 2492, IC 485, IC 2217.